# Indumentaria femenina en España

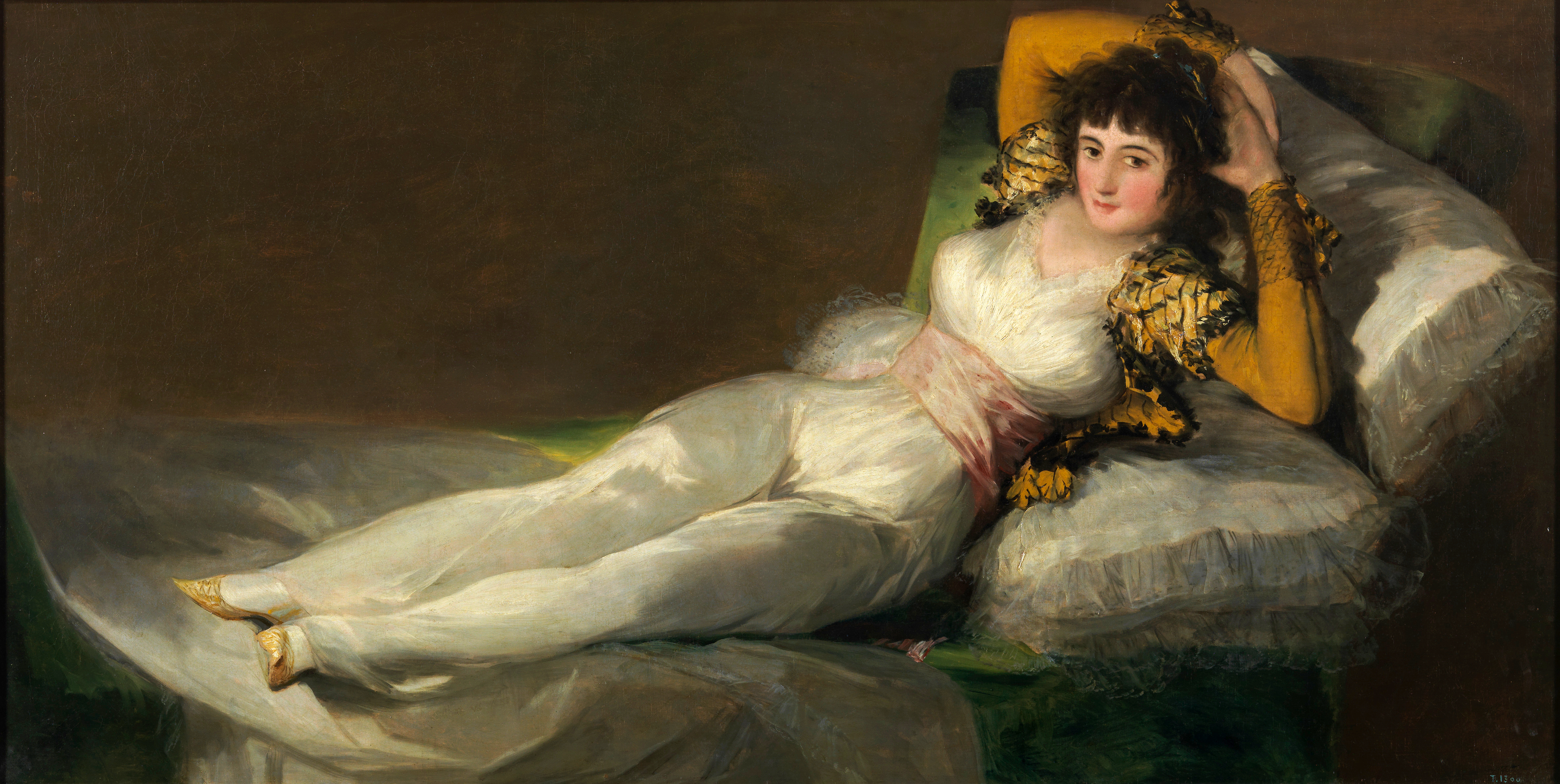
La maja vestida pintada por Francisco de Goya en la primera década del siglo XIX. Complementa el vestido blanco y trasparente ceñido a la cintura con gran lazo rosa (de gusto francés y por tanto ajeno a la vestimenta típica de los majos) con chaquetilla corta o bolero, de mangas anaranjadas con los puños rematados con encaje negro y unos escarpines de seda dorados y de punta afilada. Museo del Prado (Madrid, España).

Indumentaria femenina en España es el conjunto, evolución y expresión del vestido de mujer a lo largo de la historia española. Parte de precedentes con marcada personalidad desde la sofisticada estética oriental de la mujer ibera a las funcionales vestimentas de hispanorromanas y visigodas, las aportaciones de la cultura mozárabe estudiadas ya por Gómez-Moreno y Sánchez-Albornoz, y las señas de identidad del vestido románico y gótico. Todo ello configuraría a partir del Renacimiento, la personalidad 'española' en la historia del traje femenino.

## Las colecciones españolas de trajes
Además de la iconografía producida por los distintos pueblos que componen la nación española y de los ejemplos conservados en instituciones y museos de sus diferentes autonomías, una de las fuentes más específicas sobre la indumentaria en España fueron las "colecciones españolas de trajes" que se editaron a partir de la segunda mitad del siglo XVIII.
La primera colección española de trajes, una colección de 86 estampas del grabador Juan de la Cruz Cano y Olmedilla, data de 1777. Obra concebida como un magno catálogo, continuó publicándose hasta 1788 con el título de Colección de trajes de España, tanto antiguos como modernos, que comprehende todos los de sus dominios, pero quedaría inconclusa con la muerte del autor. Para los dibujos contó con la colaboración de su sobrino Manuel de la Cruz, Antonio Carnicero, Luis Paret y otros artistas menos conocidos, y reunía un conjunto muy amplio de trajes de los diferentes estratos sociales desde el pueblo más humilde a la más soberbia nobleza.
Otras colecciones complementarias que pueden citarse fueron la publicada por Cesare Vecellio en 1794, con 48 estampas dedicadas al traje español, dentro de la Colección de trajes que usan todas las naciones conocidas hasta el siglo XVI, dibujadas por Ticiano y Cesar, su hermano, o el catálogo de grabados del coleccionista y anticuario francés François Roger de Gaignières.
A la zaga de estas colecciones iconográficas, están otros manuales más modestos como por ejemplo la Monografía del traje escrita e ilustrada por José Puiggari, y publicada en Barcelona en 1886. Otra referencia interesante se encuentra en las colecciones de artículos costumbristas de la mitad del siglo XIX, obras como Los españoles pintados por sí mismos o la titulada Las españolas pintadas por los españoles (1871-72), en la que colaboraron escritores de la categoría de Galdós (con dos artículos); en este grupo puede incluirse Las mujeres españolas, portuguesas, y americanas, en la que colaboraron Pedro Antonio de Alarcón, Juan Valera o el marqués de Molins.

## Periodos precedentes

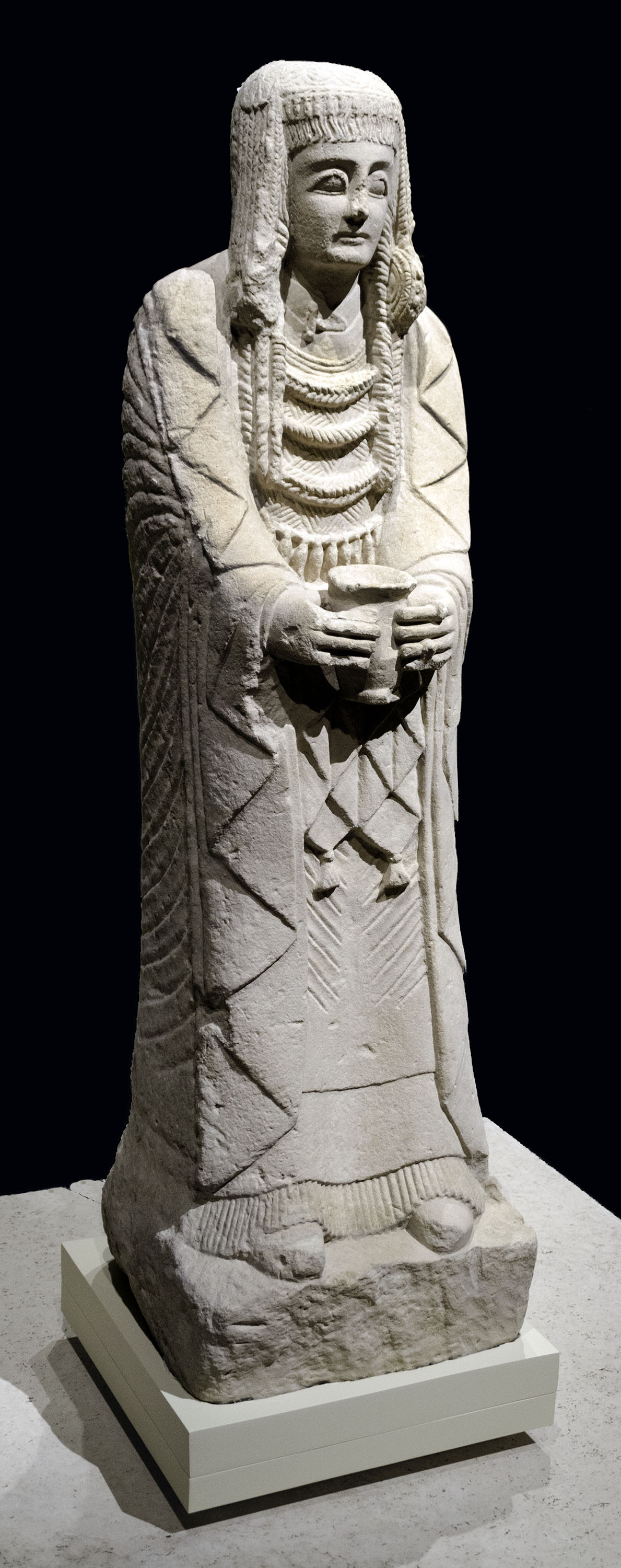
Gran Dama Oferente, escultura íbera en piedra caliza (altura: 135 cm, anchura: 39 cm, profundidad: 38 cm), procedente del yacimiento del Cerro de los Santos, en Montealegre del Castillo (provincia de Albacete, Castilla-La Mancha); siglos V al IV a. C. Museo Arqueológico Nacional de España.

Muy diferentes pueblos, culturas y civilizaciones fueron conformando en la península ibérica y los archipiélagos que en el siglo XXI constituyen el territorio español, la que a partir del siglo XV se podrá llamar historia del vestido de mujer en España.

## Paleolítico
El primer indicio de vestimenta femenina en la Península ibérica aparece en las imágenes rupestres de las Cuevas de El Cogul (Lérida), donde unas estilizadas mujeres exhiben unas curiosas 'faldas' o pampanillas de pieles. Los investigadores señalan la existencia en ese periodo primitivo de prendas de esparto (vestidos, sandalias, gorros) fabricadas con técnicas de cestería, anterior a la tejeduría.

### Periodo prerromano
Valiosos restos arqueológicos como la Dama de Baza, la Dama oferente y la Dama de Elche dan una idea del vestido de la mujer ibera, básicamente compuesto por camisas, túnicas y mantos, complejos tocados y grandes pendientes. El claro supuesto de que las damas representadas son diosas o personas de la alta nobleza excluye que la suntuosidad de los adornos de pasamanería, joyas, diademas, grandes rodetes trenzados y mitras cónicas que componen los tocados, fueran lujos cotidianos y comunes a todas las mujeres. Sí parece claro el uso de la túnica larga y manga recortada (una interior y otra exterior, cubiertas ambas con un manto de abrigo), ocasionalmente decoradas con cenefas, ajedrezados rojiblancos, flecos e iconografía procedente de la influencia de etruscos, griegos y cartagineses.

### Periodo romano
Con muchas coincidencias con el vestido masculino, la indumentaria de la mujer en la Hispania Romana se puede ordenar en tres grupos principales:
- Túnicas, de diversos tejidos y ceñidas al pecho con la amplia variedad de corsés romanos: «fascia», «amictorium», «mammillare», «strophium», «pectoralis» y «taenia». Los modelos femeninos de túnica eran más largos que los vestidos por el hombre, con mayor colorido y decoración (por lo general una banda púrpura o dorada bajando desde el cuello hasta los pies).[10]
- Stolas, más amplias que las túnicas, con o sin mangas y ceñidas con un cinturón, emparentadas con tipos de manto característicos de esta civilización, como la ancha «palla» rectangular (que en ocasiones le servía a la mujer para cubrirse la cabeza), el «peplum» abrochado a la espalda con una fíbula y también ceñido con cinturón, o el ligero «supparum».
- Complementos, esencialmente joyas (broches, fíbulas, diademas, tiaras, brazaletes, collares, anillos y pendientes muy variados), un «mantus», o manguito para calentarse las manos, y calzado de piel más fina y más adornado que el masculino.

### Periodo medieval
Dejando a un lado la escasa información y documentación sobre la indumentaria femenina entre los visigodos, la circunstancia más influyente para la mujer de la Península en la Alta Edad Media fue la invasión árabe; ello determinará la mutua influencia y fusión de elementos del vestido femenino entre el Califato y los reinos cristianos a lo largo de ocho siglos de convivencia. Son guía esencial en este aspecto, la iconografía recogida en la década de 1940 por Sánchez Albornoz y el arqueólogo Gómez Moreno, a partir de la Miniaturas Mozárabes conservadas en los códices manuscritos conocidos como el conjunto de Beatos y el Glosario de Menéndez Pidal del Poema del Mio Cid. En términos generales, la indumentaria femenina solo diferirá de la masculina, por su carácter talar que progresivamente además de cubrir los pies llegará a arrastrar por el suelo (traído al siglo XXI, se explicaría con la frase: 'se llevan las tallas muy largas').

#### Alto Medioevo
Fruto de la fusión progresiva de la herencia romano-visigoda, la moda bizantina aportada por las peregrinaciones y el comercio, y el desarrollo de la cultura mozárabe, se pueden destacar algunos aspectos de la personalidad de lo hispano en el vestido de la mujer, más allá de piezas clásicas como el largo brial femenino (que evolucionarán hacia la salla encordada de las clases distinguidas castellanas y la gonela aragonesa, el "pellizón" o "piel" y los mantos, y un calzado mixto compuesto por modelos atados con cintas y polainas, y botas o borceguíes, muchas veces puntiagudos. Es importante señalar que a la moda mozárabe se le debe la innovación de los trajes bicolores, que aparecieron en la península ibérica bastante antes que en el resto del continente Europeo.
A partir del siglo XIII, el comercio de lanas con Inglaterra y Flandes, permitiría que en el periodo gótico influyesen en el resto de Europa prendas como las camisas labradas y en general los tejidos árabes, hispanomusulmanes y mudéjares. Esta línea de producción recorrió las sucesivas etapas: califal (con los dos periodos, omeya de influencia persa, y sasánida), almorávide y almohade (con interesante decoración de lacería de inspiración africana y copta). Como una etapa consecuente pero independiente a la vez, se manifiesta la moda derivada de la cultura y los tejidos mudéjares en una decoración poblada de elementos de la heráldica, castillos, águilas, leones, lises y algunos símbolos islámicos como los motivos geométricos, vegetales o las estrellas de ocho puntas.

##### Los tocados
- El tocado, de origen bizantino del periodo románico que, cubriendo la cabeza, cuello y hombros, podía descender hasta el pecho.
- Tocado 'español' que enmarca el rostro con tiras de tela rizada y se sujeta con un bonete.
- Tocados "puramente españoles", como el que presenta "elementos laterales cónicos o planos" por encima de la copa, o el tocado "casi cilíndrico", más alto que el birrete masculino. Excelentes ejemplos de ambos modelos se encontraron en el convento burgalés de Las Huelgas. Hay que anotar también que, como signo de permanencia de la estética musulmana, estos tocados 'españoles' se combinaban a menudo con "tocas o bandas rizadas de tela" que a modo de velo llegaban a tapar parte del rostro.[18]
- Tocado del periodo tardío (siglos XII al XIV), tras las cruzadas, similar a un turbante, a partir de una larga y estrecha pieza de tela enrollada a la cabeza.
- Tocado de una sola pieza dejando el cuello a la vista o cubriéndolo con otro complementario, también del románico tardío y que se conservaría hasta finales del siglo XV).[14]

##### Bordados y tejidos
Una técnica heredada de periodos anteriores permitía el bordado en lanas, linos y sedas combinados con metales, generando diversos tipos de punto:
1. punto estirado o bordado llano,
2. «opus consutum» o de aplicación,
3. «opus plumetis» o «plumarium»,
4. punto de apariencia enarenada llamado «opus pulvinarium»;
5. bordado ajedrezado a dos caras, formando ondas;
6. y los llamados 'puntos de figuras'.

Un ejemplo del bordado románico, fruto de la colaboración de talleres cristianos y musulmanes, es el forro del arca de las reliquias de san Isidoro (hacia 1063). Tejido en lino, muestra un bordado "estirado" con figuras zoomorfas y círculos tangentes en una decoración en red.

#### Bajo Medioevo
Todos los investigadores coinciden en resaltar la invasión -una de las primeras- del gusto francés (Occitano, Franco y Flamenco) en la moda de los reinos de la Península en el umbral del Renacimiento. La indumentaria femenina se hace más femenina aunque sin llegar a producir siluetas sinuosas. La mujer del siglo XIV muestra su torso ceñido por vestidos que marcan el pecho y muy escotados mostrando la garganta, clavículas y hombros. Completan la indumentaria cotardias y gardacós, así como la costumbre de alargar con colas los vestidos 'de encima', alargamiento que recibiría el nombre de faldas.
En este periodo de transición de los siglo XIV y XV, la pieza más original del traje femenino 'español' fue la mantonina o mantonet catalano-aragonés, como su nombre anuncia, manto corto que cubría las caderas. Otra nota distintiva del gusto general europeo fue la conservación del uso de la cofia, en especial un modelo con larga cola y cubierta con cintas entrelazadas, quedando el pelo recogido en una trenza bajo esta funda. Otro complemento autóctono fueron las tecas, original tocado que llegaba a cubrir la cara y evidente origen.
José Puiggari en su Monografía del traje, hace una descripción general de la indumentaria femenina en la segunda mitad del siglo XIV con estos términos:

"Las señoras y aldeanas españolas, ponían á sus camisas cabezones y puñales, colleras ó collaradas: atábanse las calzas ó medias con ligas: traían corpiños, jubones y guarda-cuerpos, sayas, quízas rabilargas, pellotes, goneles, briales, garnachas y delantales; mantones, cofias, cabezales, frontaleras, guirnaldas y coronas, redecillas, tocas, prendederos, velos, crespinas, el peinado á la castellana en Cataluña, etc."
 José Puiggari (1886)

## Historia del vestido de mujer en España

### Renacimiento
“Viste saya sobre saya
 mantellín de tornasol
 camisa con oro y perlas 
 bordada en el cabezón.
 En la su boca muy linda
 lleva un poco de dulzor,
 en la su cara tan blanca 
 un poquito de arrebol,
 y en los sus ojuelos garzos
 lleva un poco alcohol.”
 Antonio Ruiz de Santillana  “La brisa de amor“ (siglo XVI) 

Así cantaba y describía el trovador Ruiz de Santillana a la hija de Jaime I de Aragón, en el escenario sagrado de un oficio litúrgico, exponiendo una línea de maquillaje y moda que nada tendría que envidiar a las propuestas de un blogg de belleza del siglo XXI.
Durante el siglo XV, el vestido de mujer continuó bajo las influencias del gusto francés hasta su último cuarto. No obstante hay que mencionar la aparición de prendas semiinteriores como el cos (corpiño o especie de jubón femenino), y las "faldetas" o faldillas. A partir de la segunda mitad del siglo se impone el uso de la basquiña junto al gonete. También aparecen los monjiles, prendas asexuadas, amplias, cortas y flotantes, y su par talar, el hábito. En cuanto a la vestimenta 'de encima' en las mujeres, se han clasificado con ciertas dificultades de identificación piezas como la aljuba (que será luego la "sobresaya"), la cota y la ropa (vestido hasta el suelo con varios cortes en las faldas).
Resulta curioso que con la apropiación de elementos del vestuario masculino, en conjunto, la silueta femenina evolucionó desde una figura menuda en la que se resaltaban no obstante las caderas, la cintura, cuello y hombros, hacia una más estilizada a partir de 1440, con la cintura más alta de lo natural aumentando el simbolismo del vientre con la ayuda de bandas o cinturones de seda -como el "tejillo"-, o de fajas superficiales. También de forma progresiva los escotes fueron descendiendo hasta casi alcanzar la cintura, como ocurrió en la segunda mitad del siglo XV, cuando el vestido de la mujer española -cuya figura de pecho abombado y talle largo, opuesta a la moda de la época, sugería cierta masculinidad- presenta novedades importantes tales como los manguitos (cubriendo los antebrazos) y el recurso del verdugado (aros forrados cosidos a la falda) que sugerían formas acampanadas. Este elemento revolucionario en el vestir femenino sería el precedente del «farthingale» inglés y recursos posteriores como el "tontillo", el miriñaque o el guardainfante.

### Moda y privilegio
Es necesario insistir en recordar que, en su conjunto, los estudios sobre la indumentaria histórica en general quedan limitados a una crónica del traje de las clases privilegiadas cortesanas. El pueblo llano, labradores, obreros y artesanos, de entrada "no tenían derecho a vestir como los miembros de las clases superiores", ni por supuesto posibilidades; se concedía cierta permisividad a los más significados representantes de gremios económicamente fuertes como el de los mercaderes o el de algunos artesanos y artistas (pintores de corte, actores singulares o muy populares, para quienes la justicia "hacía la vista gorda"). La indumentaria de la gente humilde, es decir la inmensa mayoría del país, apenas cambió con el paso de los siglos. Otro grupos con vestimenta particular o marginal fueron los judíos y moriscos, pero en medio de una complicada legislación que fluctuaba peligrosamente según épocas y reinados, pasando de la prohibición total -o la expulsión física como en el caso de los primeros- a una cierta permisividad en el caso de las comunidades moriscas.

#### Sobretodos y tocados españoles del XV al XVI
La riqueza y variedad de estas las prendas de exterior en el renacimiento español y su influencia en la moda europea del siglo XVI, al igual que los variados tocados femeninos, hacen necesaria una clasificación:
1. El mantillo fabricado con poca tela pero que llegaba a cubrir todo el cuerpo; muy habitual.
2. El mantonet, corto manto similar a la mantonina.
3. La hopa, manto común para hombres y mujeres, lujoso y con mangas opcionalmente 'perdidas'.
4. También 'unisex' fueron la loba, el tabardo y el capuz. Con el tiempo, el capuz perdió la "capilla" y aparecieron las "maneras", aberturas de la "loba" para sacar los brazos, un signo de identidad de la indumentaria femenina española que acabaría imponiéndose en la moda europea del siglo XVI.[e]

En cuanto a los tocados, a excepción de en las doncellas, fueron elemento esencial indispensable -habida cuenta de la costumbre de la mujer renacentista europea de llevar cubierta la cabeza-, recogiendo influencias de Borgoña y los estados que luego compondrían Italia.
- Tocas: confeccionadas habitualmente en lino, holanda y sedas finas. A partir de una cierta edad muchas mujeres usaban tocas trasparentes sobre la cofia (quizá como signo de rango o riqueza).
- Cofias o albanegas: confeccionadas con las mismas telas que las tocas, aunque con un corte más elaborado que se adaptaba a la forma de la cabeza. De entre los diversos modelos, sobresale la cofia de tranzado (con a) que aparece al final del siglo XIV, provista de una cola en la que podía introducirse la trenza, por lo general adornada con cintas. Entre las cofias de red, asimismo originadas en el siglo XIV, están las "crespinas" -hechas con hilos de oro, plata y perlas- y los "capillejos" de seda.[34]
- La garlandas, que solían usarse junto con la toca. Un modelo evolucionado de origen francés y muy desarrollado entre 1450 y 1470 era el "tocado de cuernos" con armadura de "trufas" y cubierto de velos.[34] Modesta fantasía que anticipaba la visión de la cabeza de la mujer como un postre exótico que prosperaría en los siglos siguientes (pudiendo decirse que alcanzó su zenit con Carmen Miranda).
- Tocados, como los "chapeles" o las "tiras de cabeza" (adornos imitando diademas), que enmarcaban el rostro de la mujer española renacentista reforzando el peinado típico del cabello liso tapando parte de las mejillas.[34] Muy frecuente en la iconografía de las reinas y cortesanas europeas del siglo XVI es la llamada toca de papos (con una imagen similar a la que en el siglo XXI ofrecen las orejeras de diadema con sus abultados pompones).[35]

#### El lujo y fray Hernando de Talavera
Innopinado cronista de la moda española del siglo XV, fue el confesor y consejero de Isabel la Católica; como ha quedado patente en sus diatribas expresadas así en su Tratado del vestir, del calzar y del comer, publicado en 1477:
(cita en castellano antiguo, se respeta la ortografía original)

"Y a quien podrá dezir las mu-eev-dangas de las faldetas y diuersidades de muchas; y muchas maneras de los briales de fustán, de paño, de seda y, a las vezes, de brocado; de las cortapisas; de las alhorzas, ya chamorras ya francesas; de las faldas, quando muy luegas quando muy cortas, y aun quando redondas, y aquello era bueno; de las aliubas, cotas, balandranes, marlotas y tauardos de paño, de peña, de lino y de seda; de las cintas y texillos de diuersas maneras labrados y guarnecidos; y de los redondeles y por demases y mantos con gonelas del otro tiempo; y de los mantos lombardos y seuillanos, quando cintados quando cayrelados."
Hernando de Talavera

### sigloXVI

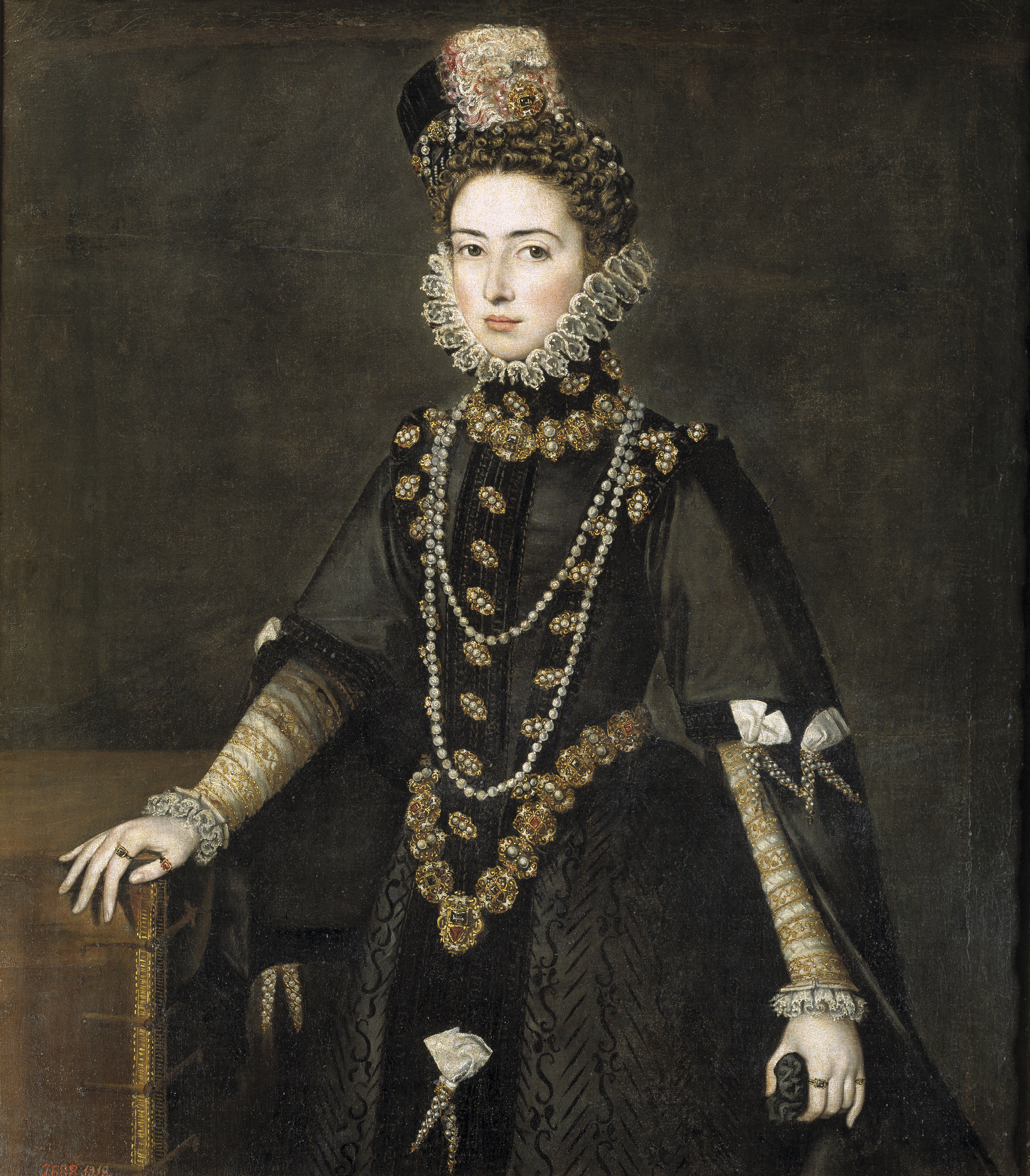
Catalina Micaela de Austria, hija de Felipe II e Isabel de Valois, pintada por Sánchez Coello hacia 1585. Viste "salla castellana entera" de seda, de mangas redondas, abiertas y unidas con puntas por encima de las manguillas brocadas (de las que sobresalen los puños de encaje). Adornan el cuerpo, collarín, botones y cinturón de orfebrería. La lechuguilla llega a tapar las orejas y toca su peinado con un bonete enjoyado de perlas. Posa una mano en un mueble -significando su alto nacimiento- mientras la otra sujeta unos guantes, símbolo de femineidad.

El siglo XVI, con la expansión que caracterizó los reinados de Carlos I y su hijo Felipe II, supuso la hegemonía del traje español en la vieja Europa y en la nueva América. Aunque en general se trató de una vestimenta de tono grave y severo, no estuvo reñida con el lujo; se estilizaron las líneas del cuerpo llevándolas a formas rectas y geométricas, para los dos sexos.
Lo más significativo de este periodo fue la necesidad de distorsionar la anatomía femenina, proceso que se conseguiría gracias a dos prendas: el cuerpo y el verdugado. En el peor de los casos estos castigos de la moda impedían sentarse y respirar, además de requerir una pequeña corte de sirvientas y camareras para instalar, mantener y desinstalar su funcionalidad. La alternativa en el vestido de la mujer o traje de vestir 'a cuerpo' fue la saya que evolucionó de prenda de una pieza a dos piezas independientes pero por lo general confeccionadas con las mismas telas, adornos, etc., aunque también podía combinarse el sayo alto -y sin escote- con la basquiña. Otra prenda procedente de la indumentaria masculina que a través de la moda española pasaría a los Países Bajos, fue la ropa de mujer, una especie de sobre todo.
La Contrarreforma, sostenida y animada por Felipe II impuso su ley en la vestimenta de las mujeres de la corte española: desaparecieron por completo los escotes, relevados por altos cuellos de lechuguillas, erróneamente considerados gorgueras,, que fueron creciendo a medida que avanzaba el siglo hasta ser tan grandes que necesitaban un armazón de alambre, llamado "rebato" (como puede apreciarse en algunos retratos femeninos de Sánchez Coello). Y mientras los cuellos subían las faldas bajaban hasta cubrir por completo los pies de la mujer, incluso estando sentada, siendo terrible falta de etiqueta que esto sucediera.
Catálogo de excepción de la indumentaria de la mujer española de este siglo y el siguiente son las salas dedicadas en el Museo del Prado de Madrid a la corte de los austrias. Y como no menos 'excepcional revistero' de usos y costumbres en el vestir de los menos ricos en ese mismo periodo, Miguel de Cervantes dejó su aguda crónica en las páginas del Quijote.

### sigloXVII
Con el ocaso de la casa de Austria, la ropa cortesana de la mujer se somete al dictado de la moda francesa. Los cónicos y rígidos verdugados perduran hasta casi la mitad del siglo dando paso al guardainfantes de origen francés. Los enormes "cuellos" de encajes o "lechuguillas", comunes en hombres y mujeres y tan criticados por Quevedo y tan habituales en los cuadros del Greco, obligaron al peinado femenino a construirse hacia arriba, predominando el pelo rizado. Un paseo por la pintura de Velázquez y Claudio Coello permite hacerse una idea bastante completa de los usos y costumbres indumentarios de las mujeres de la realeza y la nobleza antes de la instauración de los borbones en la corte española.

#### Pasarela Velázquez

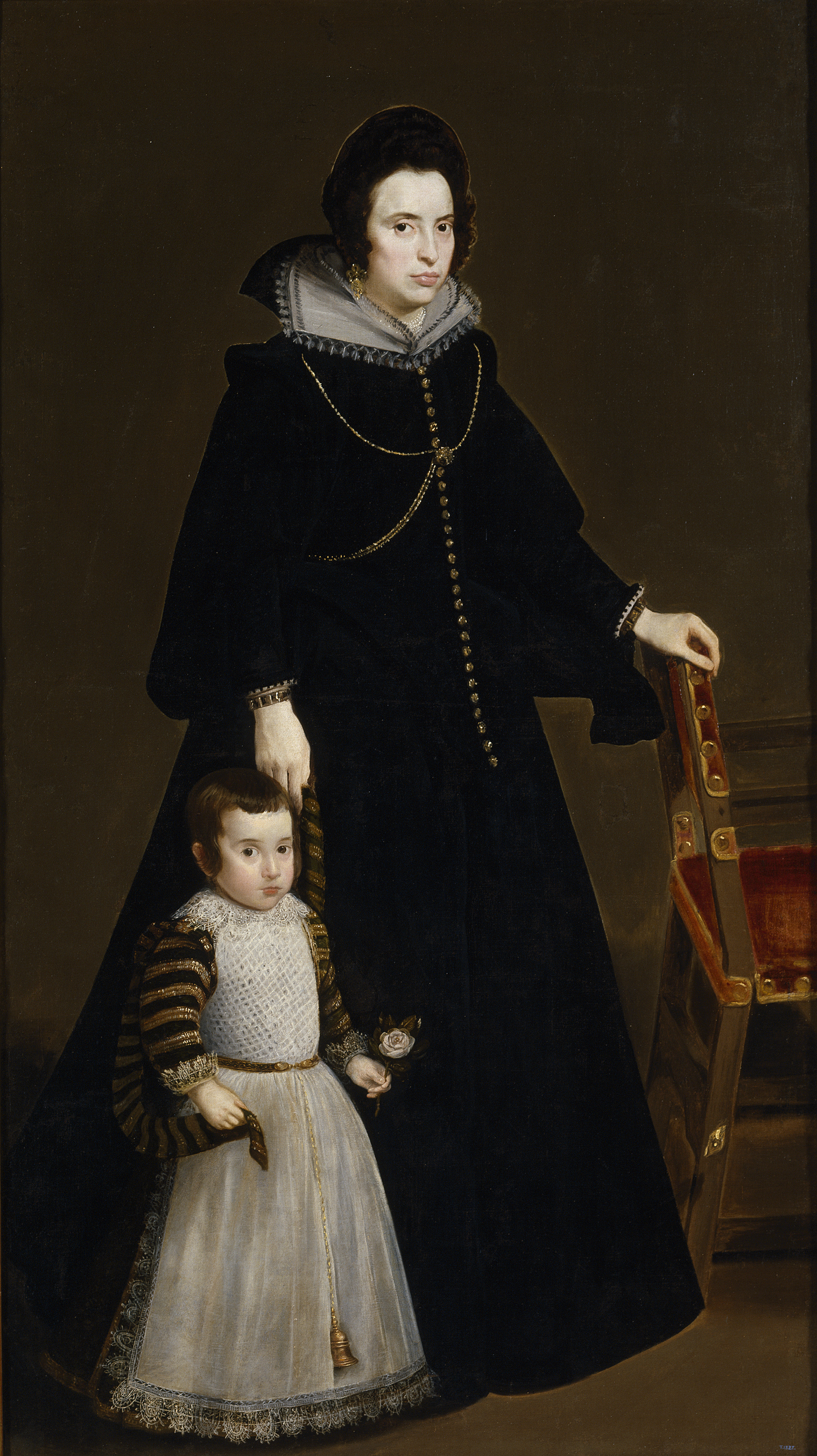
Antonia de Ipeñarrieta y Galdós y su hijo don Luis (1631), con un ejemplo de uno de los últimos verdugados bajo la "saya entera" de cuerpo abotonado y mangas redondas (traje de aceitera).
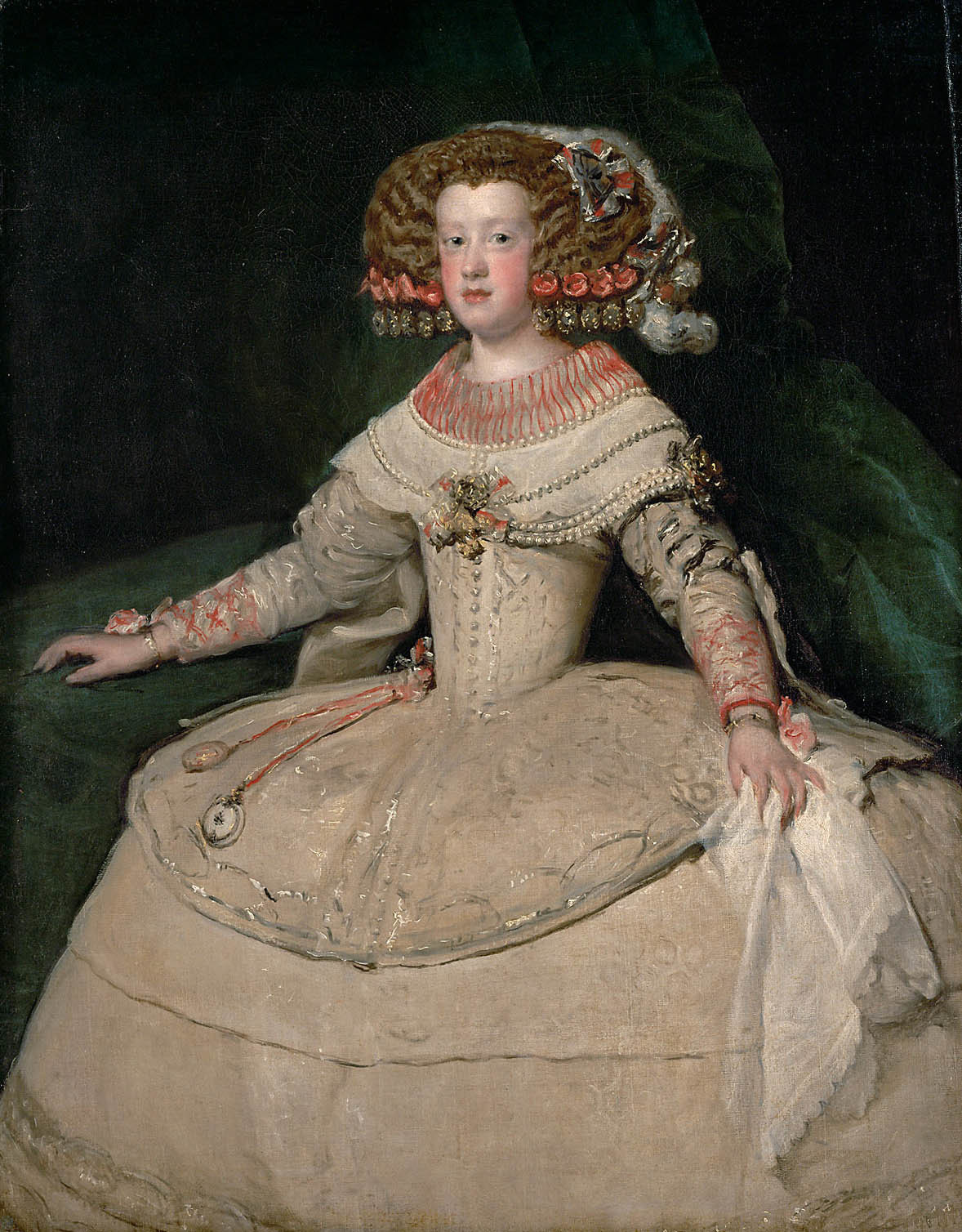
La infanta María Teresa de España (1652), con apretado corsé y abultado guardainfante bajo el vestido, imitado con el llamado "peinado de guardainfante".
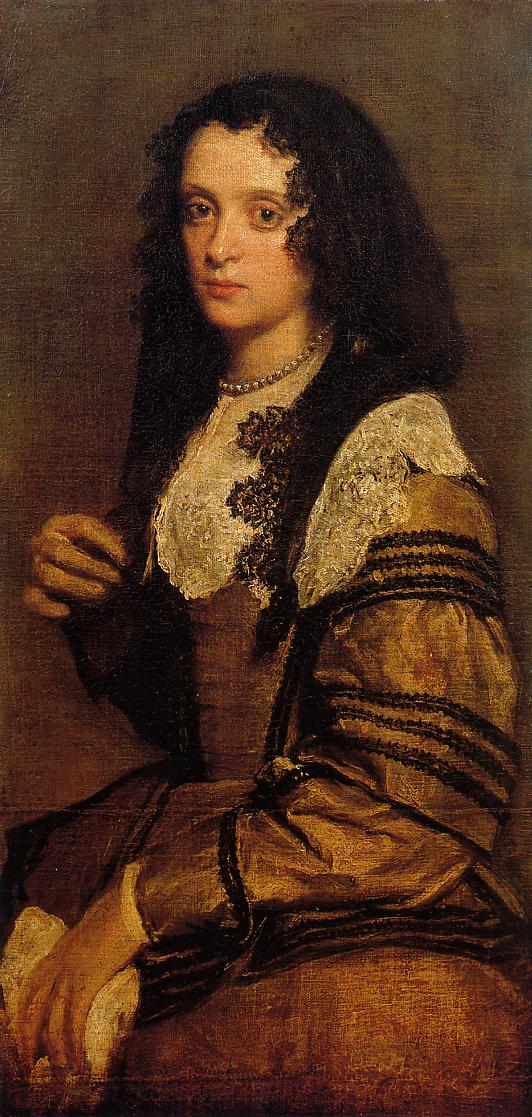
Mujer con mantilla, (ca. 1640), con cuello caído "a la valona" y la popular mantilla negra. (Resulta palpable el parecido con La dama del abanico de la Colección Wallace).
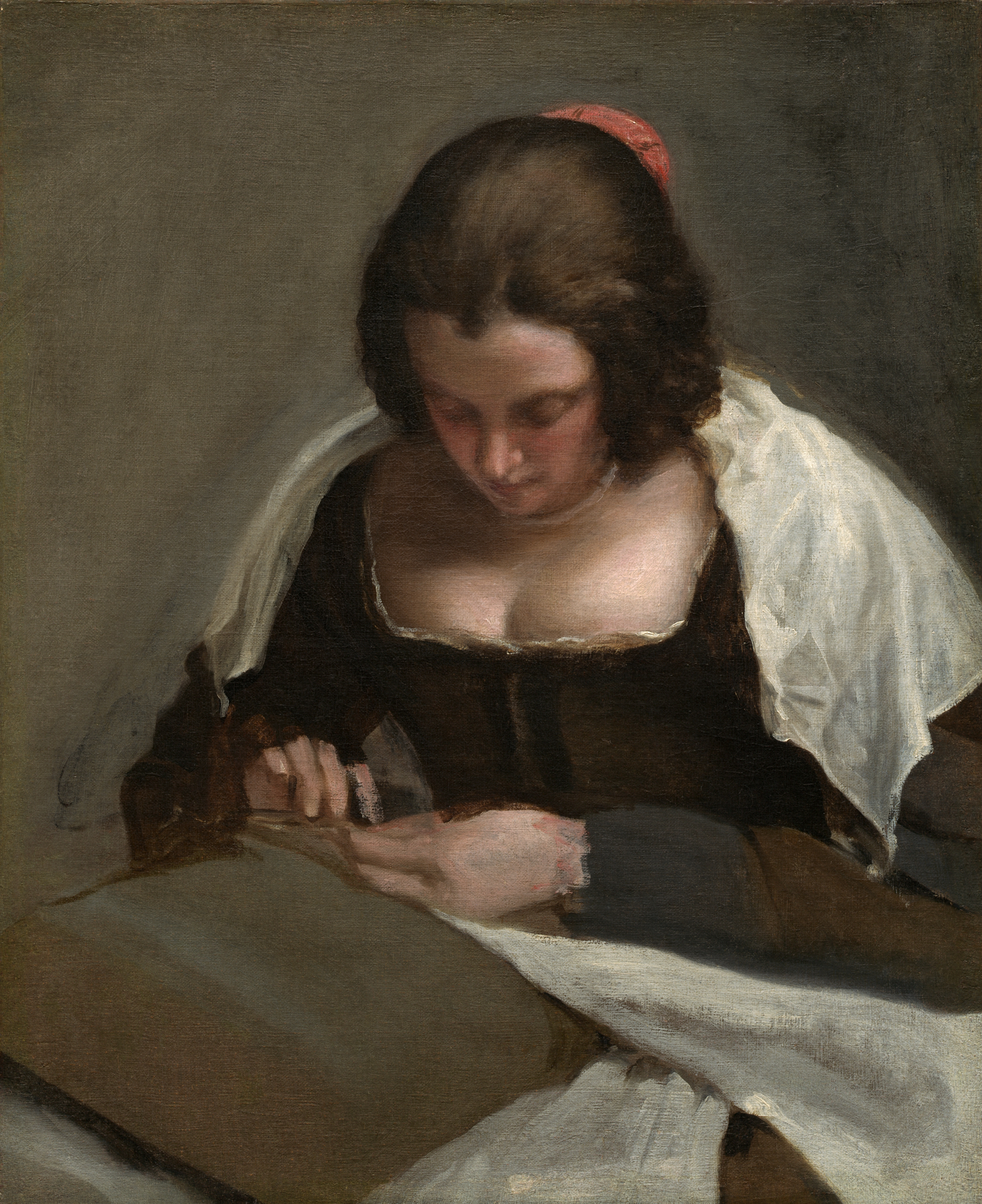
La costurera (1635-1643), una mirada humana de Velázquez al sector de la producción (con licencias en el vestir más allá de los imperativos de la Contrarreforma).

### sigloXVIII
La indumentaria femenina a partir del siglo XVIII permite el estudio de dos modas que se acabarán fundiendo, de un lado el vestido a la francesa traído por la dinastía de los monarcas borbones y sus esposas, y de otra parte la vestimenta defendida por las clases populares, que en la capital del reino, Madrid, representaban las manolas y majas con sus basquiñas de alegre colorido, las "chaquetillas de caireles" y las castizas mantillas. Un siglo después el Marqués de Lozoya lo expresaba así: "La dualidad de la España del siglo XVIII se refleja vivamente en la indumentaria. En tanto que las clases elevadas esperan con impaciencia el figurín de Francia, el pueblo se apega cada vez más a sus trajes castizos. Es el siglo de oro de los atavíos populares y regionales, y muchos, en estos momentos, adquieren su forma definitiva."
Inicialmente, en la corte, palacios y academias las damas se sometieron al "panier", hijo de verdugados y guardainfantes del siglo anterior, que al entrar en España perdió su nombre francés para conocerse como tontillo y más tarde como "chillón" (debido el ruido que al moverse hacía su armazón de varillas de hierro y madera. La obra de Francisco de Goya ofrece un catálogo completo de la evolución del vestido femenino entre el último cuarto del siglo XVIII y los primeros años del siglo XIX.

#### Pasarela Goya

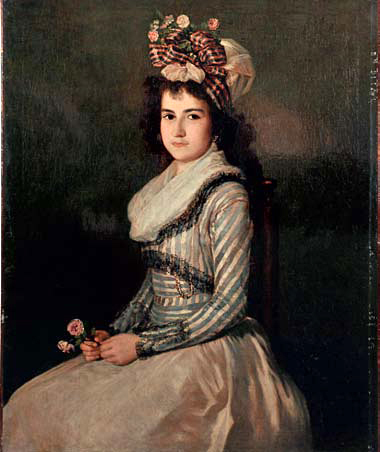
Joven con dos rosas (¿marquesa de Lazán?), hacia 1790.
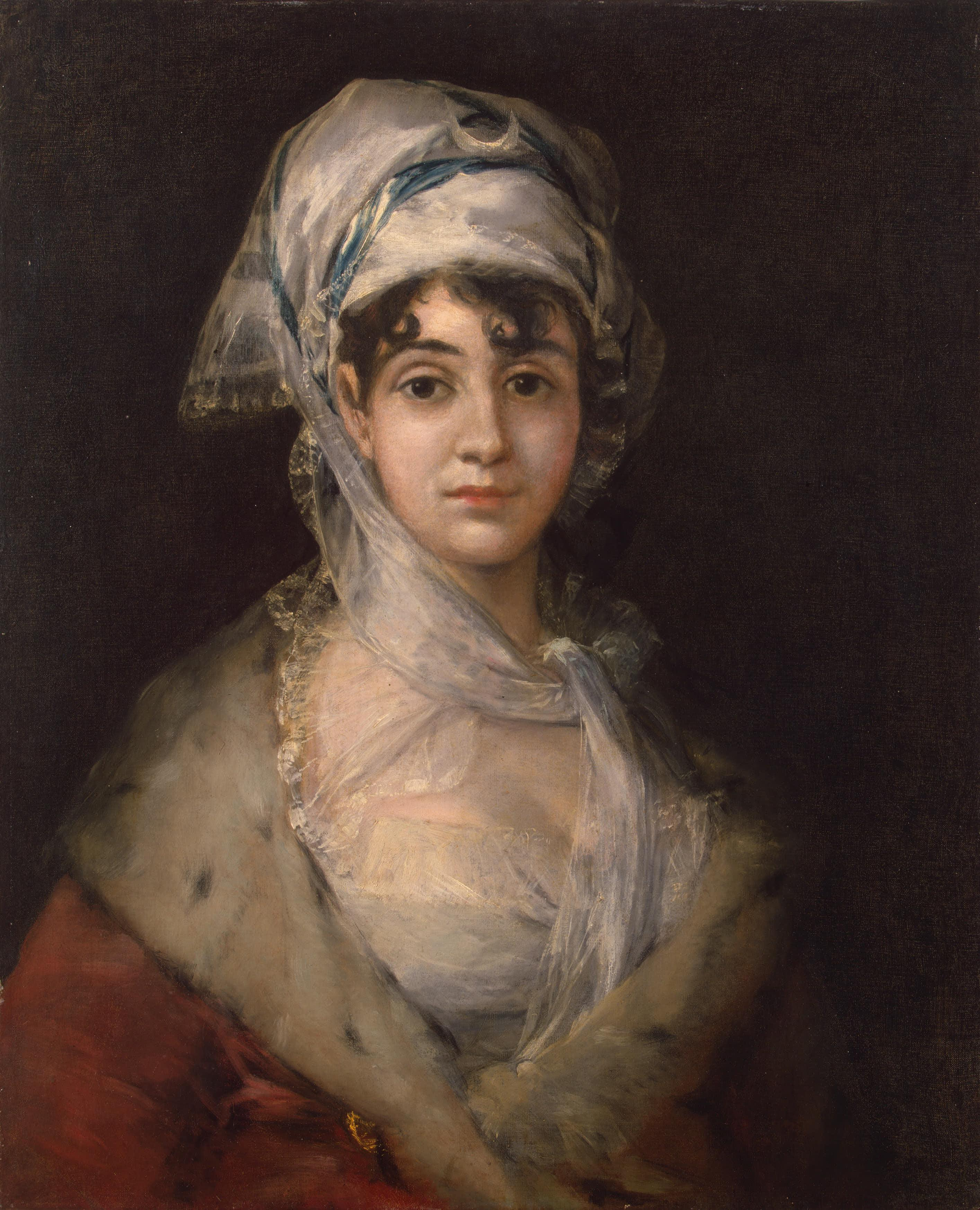
La actriz Antonia Zárate (ca. 1811), Museo del Ermitage.
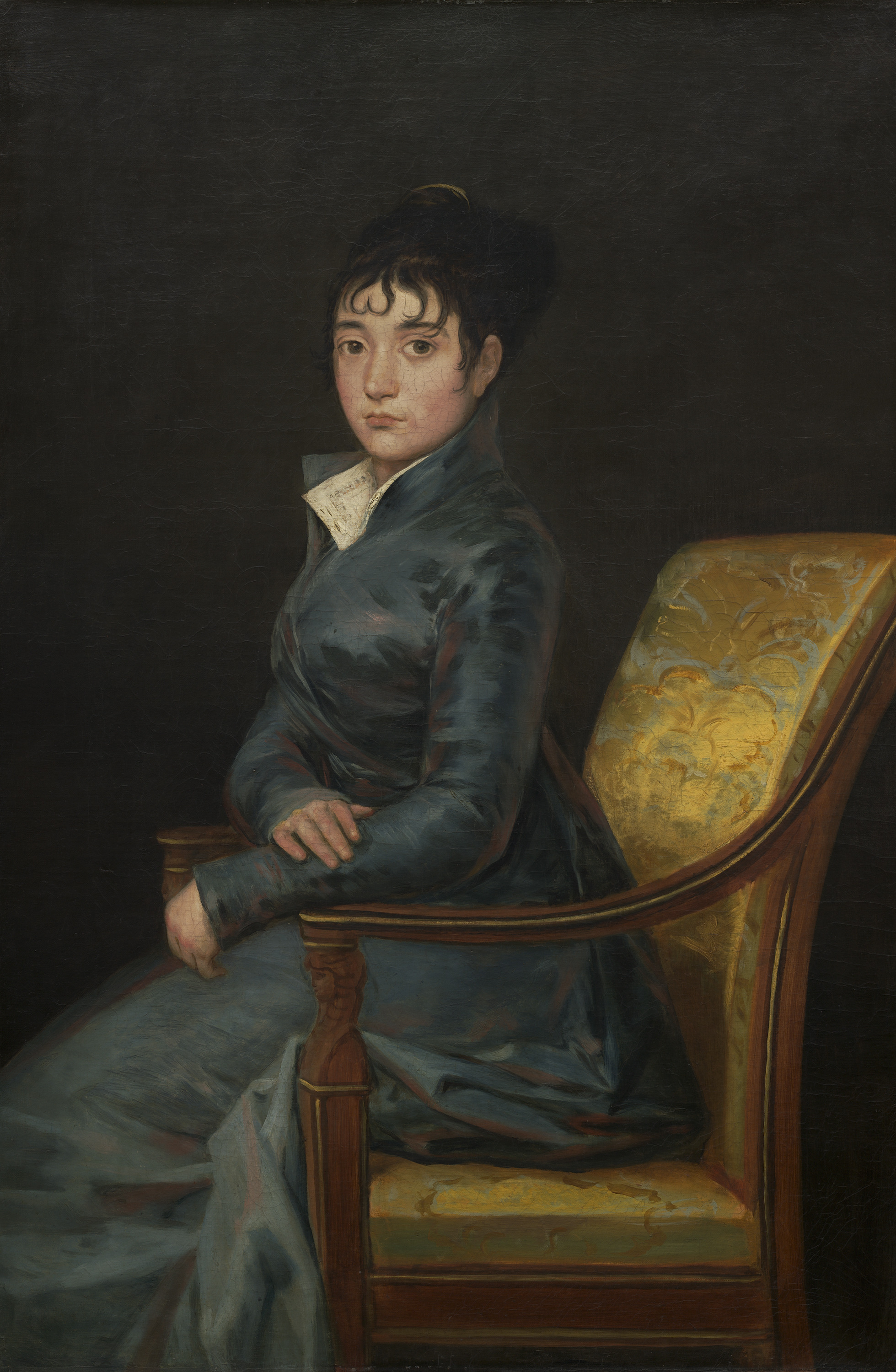
Teresa Sureda (ca. 1805), Galería Nacional de Arte.
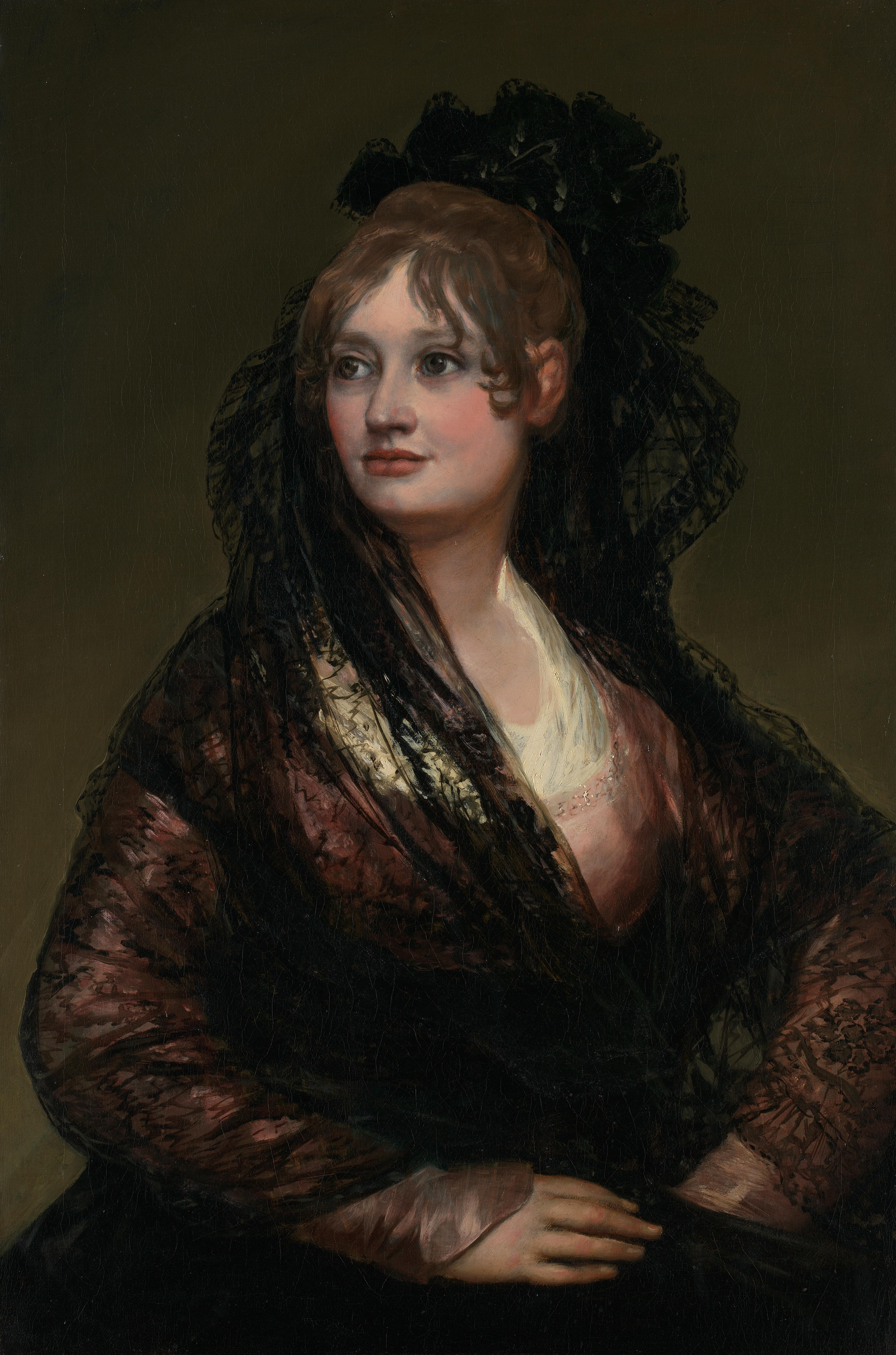
Isabel Porcel (ca. 1805), Galería Nacional de Londres.

### sigloXIX
La moda femenina en los primeros años del siglo XIX reparte sus atenciones a la moda inglesa, el traje Neoclásico (liberando a la mujer -temporalmente- de corsés y tontillos) y la creciente presencia del majismo que tendría una gran repercusión internacional gracias a los viajeros del Romanticismo. Tras el estancamiento general que supuso el reinado de Fernando VII, la larga presencia en la titularidad del gobierno de Isabel II (1833-1868)y la regente María Cristina (1885-1902), marcaron la pauta en el vestido del sector adinerado del país. Así quedan retratados en gran parte de la obra de Federico de Madrazo, mientras la sobriedad en el vestido de las clases medias hay que buscarlo en los cuadros de Esquivel. Para acercarse al vestido femenino más modesto y el traje rural es muy interesante la obra de Valeriano Domínguez Bécquer, el hermano del famoso poeta romántico.
El último tercio del Diecinueve, el árbitro de la moda que muy pronto se convertirá en la "alta costura" se rindió a la moda francesa del polisón y la 'cintura de avispa'. A la emperatriz francesa de cuna española Eugenia de Montijo le debe la mujer del siglo XX la promoción y difusión de la crinolina que al cruzar los Pirineos se convirtió en miriñaque. Puede resultar curioso recoger las opiniones que el Diario Oficial de Avisos exponía sobre este hijo del tontillo y nieto del guardainfante:

"¿Quién duda que el miriñaque bien hecho y con buena forma viste muy bien y con elegancia? ¿Quién duda que es cómodo porque evita el llevar cuatro o cinco pares de enaguas que tanto molestan por el mucho peso?¿Y quién puede dudar que es económico, porque evita el lavar, planchar y almidonar tantas enaguas?"
 Diario de Avisos de Madrid

#### Revistas, pintores y cartelistas
En la década de 1830 hacen su aparición en España las primeras revistas de moda, que en países como Inglaterra y Francia ya existían hacía medio siglo. Así, en publicaciones como El Correo de la Damas o el Semanario Pintoresco Español se incluían algunas cromolitografías sobre moda para ambos sexos, que luego se ampliaron en semanarios como La Psiquis, La Mariposa (en Madrid), El Guadalhorce, de Málaga, o El Cisne de Valencia.
Siguiendo ese ejemplo, pero ya a caballo entre el siglo XIX y el XX, un escaparate de excepción sobre la moda femenina y valiosa documentación son los catálogos de publicaciones como La Ilustración Española y Americana o Blanco y Negro, y una parte importante de la obra de pintores como Anglada Camarasa, Ramón Casas, Valeriano Domínguez Bécquer, Francisco Iturrino, Raimundo Madrazo, Julio Romero de Torres, Joaquín Sorolla, Santiago Rusiñol, Ignacio Zuloaga o el propio Picasso. En el campo más específico de la moda y el diseño sobresalen artistas como Mariano Fortuny Madrazo (1871-1949) o cronistas visuales como Rafael de Penagos (1889-1954) y una larga lista de dibujantes-cartelistas como Bujados, Bartolozzi, Pepito Zamora, Eduardo García Benito, Carlos Sáenz de Tejada o José Loygorri.

### sigloXX

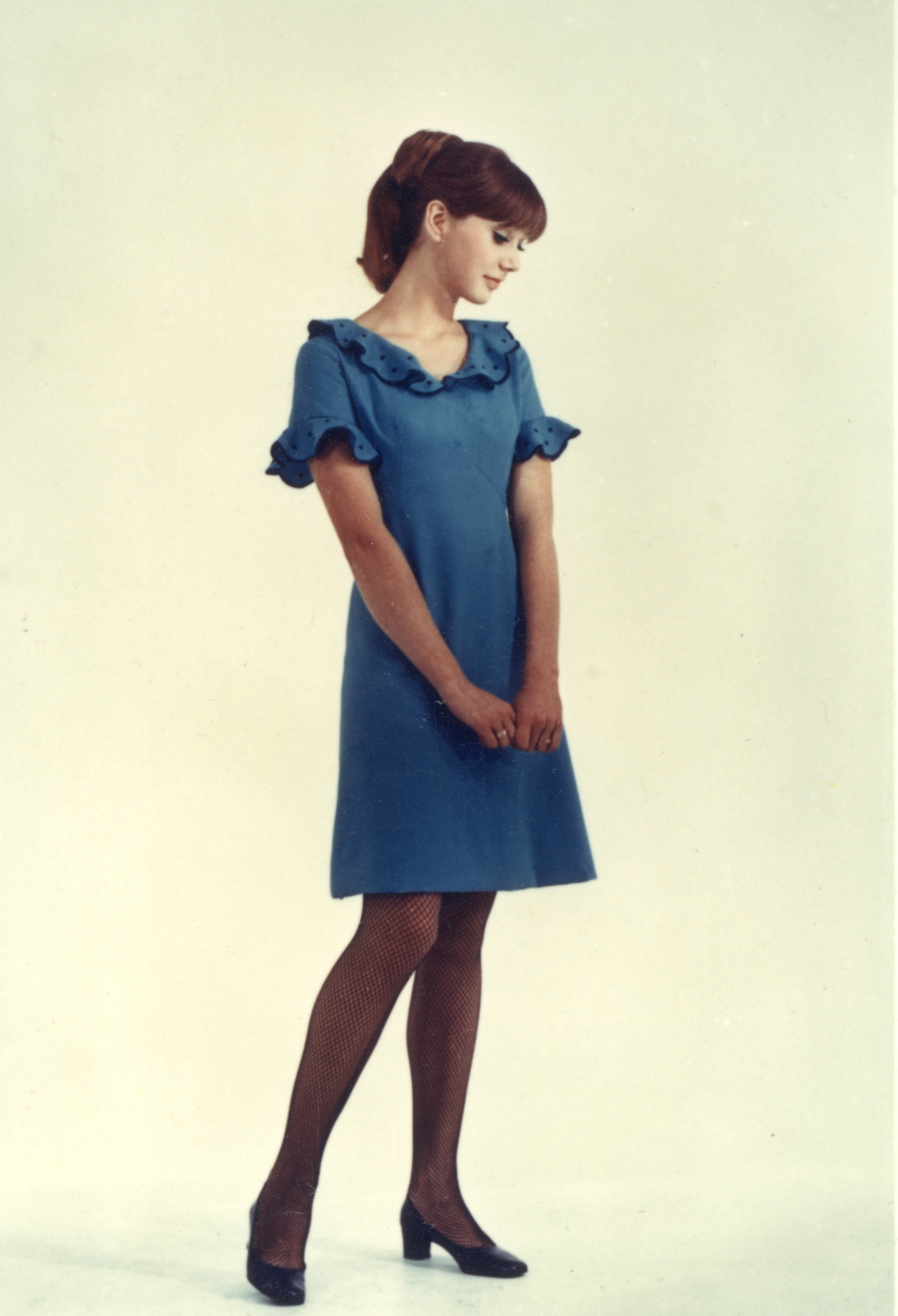
Auxiliar de vuelo de la compañía aérea Iberia con el uniforme diseñado por Manuel Pertegaz en 1968 (hasta 1972).

El siglo veinte español, a pesar de una guerra civil y la repercusión de dos Guerras Mundiales, a efectos de vestimenta fue -como en otros muchos aspectos- el siglo de la liberación para la mujer. En sus primeros años, siguiendo la pauta europea, la moda española se liberó del corsé y, de un modo contundente y definitivo, de la tradicional supremacía de la moda masculina. La nueva moda femenina, aún partiendo de una estética andrógina, dio alas de la fantasía de una serie de modistos y diseñadores -más o menos hijos de la tierra- de reconocida repercusión internacional: Fortuny Madrazo, Cristóbal Balenciaga, Pedro Rodríguez, Carmen Mir, Manuel Pertegaz, Paco Rabanne, (además de firmas como Santa Eulalia o El Dique Flotante), y con la continuidad de sastres del ecuador del siglo como Elio Berhanyer, Adolfo Domínguez, Margarita Nuez, Antonio Miró, Francis Montesinos, Manuel Piña, Teresa Ramallal, Jordi Cuesta, Antonio Alvarado, Ruiz de la Prada, Sybilla; seguidos en las últimas décadas del siglo por otro rosario de nombres: Elena Benarroch, María Barros, Paco Casado, Lydia Delgado, Manuel Fernández, Josep Font, Purificación García, Pedro Morago, Pedro del Hierro, Jesús del Pozo, Nacho Ruiz, Ángel Schlesser, José Tomás, Antonio Pernas, David Valls, Robert Verdú, Roberto Verino, Victorio & Lucchino, Manolo Blahnik, y un variopinto etcétera. Todos ellos no pudieron evitar sin embargo, que el auténtico árbitro de la moda fuese el Séptimo Arte a través de la multitudinaria cadena de pasarelas de las salas de cine.

#### Decálogo de la moda femenina española en elsigloXX
1. Eliminación del corsé (hacia 1908).[57]
2. La silueta "en ese" es sustituida por la silueta recta y la verticalidad.
3. El clasicismo de Mariano Fortuny, las secuelas de la «Belle Époque», el vanguardismo geométrico de Sonia Delaunay y la alternativa del traje sastre de Coco Chanel.
4. El cambio del papel de la mujer en la sociedad y los movimientos de liberación.[58]
5. La influencia del cine en la vestimenta de la clase media.
6. El paréntesis de la postguerra española.
7. La expansión y dictado de las firmas de alta costura.
8. Catálogos, revistas de modas y pasarelas.
9. De la industria del «prêt-à-porter» a la dictadura de las marcas.
10. Los alternativos: hippies, punkies, yuppies y demás tribus.[59]

#### De Balenciaga a las secuelas del «prêt-à-porter»
Marcando el ecuador del siglo, Cristóbal Balenciaga (1895-1972), hijo de una costurera y definido por Coco Chanel como "el único capaz de diseñar, cortar y coser un modelo", fue un modisto creativo amante de la perfección y uno de los pocos que rechazó la imposición del «prêt-à-porter». Inventor de la "falda balón", el "vestido saco" y la silueta baby-doll, entre sus clientas hay que mencionar a Marlene Dietrich,  Greta Garbo, la reina Fabiola de Bélgica, la nieta más famosa de Franco Carmen Martínez-Bordiú y compañías como Air France.
Siguiendo la estela de Balenciaga, otros diseñadores como Pertegaz, Rabanne o Benhanyer, alternaron el exclusivismo de la "alta cultura" y las «boutiques» con los nuevos requerimientos de la moda juvenil, los grandes almacenes y el mencionado «prêt-à-porter», punta de lanza de las alternativas industriales de la moda (para ambos sexos).

## En el folclore

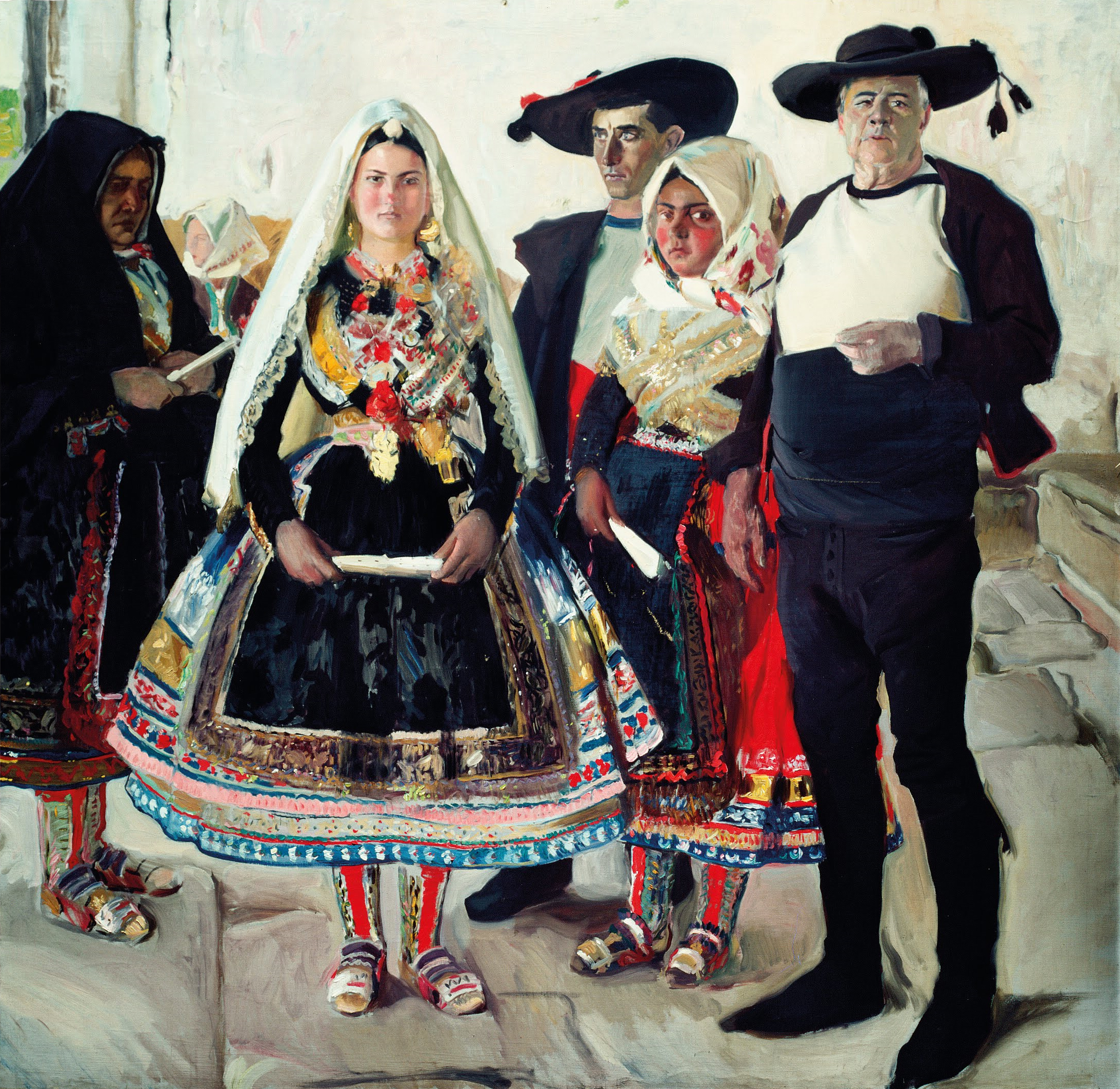
Joaquín Sorolla y Bastida Indumentaria lagarterana (1912). Trajes tradicionales de Lagartera (Toledo, España).

Con elementos (prendas y complementos) comunes por lo general y muy exclusivos en algunos casos, el vestido de la mujer, en su vertiente tradicional y más popular, ha determinado en buena medida la personalidad indumentaria de muchos de los pueblos de España. Entre las prendas comunes destacan faldas, corpiños, pañuelos, mantones -y sus variantes-, delantales de diario y festivos, y como sobretodo característico, la mantilla (en muchos casos como prenda de respeto formando parte de los tocados), confeccionada en diversos tejidos, por lo general negra o en tonos oscuros, y ocasionalmente sujeta con peineta.

## Glosario
Una selección muy elemental de algunas prendas y complementos básicos en el vestido de la mujer española, compone el siguiente glosario:
- Albanega, desde el siglo XV, adorno de fantasía ajustado a la cabeza a modo de toca. Forma parte de la variopinta familia de tocados de origen mozárabe e influencia musulmana, como el "alfiniame", o los "alharemes" y los "almaizares", semejantes a turbantes del siglo XV español, usados también por los hombres.[69]
- Almexía, túnica mozárabe del traje femenino.[70]
- Arracadas, aretes o pendientes (desde la Edad Antigua).
- Basquiña, presente en la indumentaria femenina española desde el siglo XV, combinada con el "gonete" y desde la segunda mitad del siglo XVI con el jubón.[71] En el vestido popular se convirtió en la típica falda exterior fruncida en la cintura, que con el tiempo fue modificando su forma, tejido, decoración y uso. A partir del siglo XIX, se llamó así la falda de color negro usada para salir a la calle.
- Berta, seductora banda de encaje o tela que remata el escote del traje, típica del siglo XIX.[72]
- Bolero, prenda de busto, corta e inspirada en las chaquetillas de los toreros, muy adornada con bordados y popular desde la década de 1930. Son famosos el que luce la Maja vestida de Goya, y el diseñado por Balenciaga en 1940, bordado con cabujones de azabache.[73]
- Chapel, tocado formando una diadema, típico del siglo XV.
- Chapín o chapines, de origen español desde el siglo XV,[74] lujoso calzado forrado con telas ricas, sin punta ni talón y provisto de una suela de corcho para dar mayor estatura a la mujer que lo llevaba.
- Camisa margomada,[75] y mangas "cosedizas" -de quitar y poner- con ribetes. Elementos del traje gótico (siglo XIII), caracterizados por la decoración en la parte alta de la manga de guarniciones o margomaduras rectangulares.[76]
- Corsé o «corset», especie de fajado para aplanar el busto o para destacarlo, alto por delante y escotado por detrás, fue concebido en la Edad Media y muy extendido a partir del Renacimiento. En el siglo XVI eran de láminas de metal forradas para no herir la piel.[77]
- Gonete, pieza de influencia italiana («gonna» es saya), similar al zagalejo, que cubría el cuerpo hasta poco más abajo de la cintura.[27]
- Manteo de debajo, falda interior confeccionada con bayeta o paño de lana basta, solapada por delante y muy usada en el medio campesino español, como alternativa de la saya o para abrigo por debajo de la basquiña. Con el tiempo su uso en la indumentario popular lo convirtió en falda exterior.[76]
- Mantilla, prenda de paño, blonda o de otros tejidos y larga tradición no solo en Madrid sino en toda España, utilizado por la mujer para cubrirse la cabeza o protegerse del frío (con posibles reminiscencias en la población árabe de la península ibérica). Fabricado en seda, lana u otro tejido, adquirió cierta fantasía desde el siglo XVIII hasta el último tercio del siglo XIX.
- Mantón, pieza de abrigo que se lleva sobre los hombros, tanto en España como en Hispanoamérica, alcanza el rango de manto lujoso y se conserva como objeto de la indumentaria tradicional hasta el siglo XX, a veces asociado o identificado con otras prendas como la mantilla y distintos tipos de chal.[78]
- Mantón de Manila, amplio mantón cuadrado de seda decorado en colores vivos con flores, pájaros o fantasías, y rematado en todo su perímetro por flecos. De origen chino,[79] se hizo muy popular durante el siglo XVIII en España e Hispanoamérica como complemento del vestuario femenino, quedando asociado a la mujer andaluza, la manola madrileña, el flamenco y en general el casticismo en la geografía universal de influencia hispana.[80]
- Miriñaque, como la crinolina, fue un ingenio interior para dar cuerpo a las faldas gracias a un conjunto de aros flexibles y por tanto heredero del guardainfante.
- Mitón, complemento femenino compuesto por una pieza enrejada que cubre el brazo del codo a la mano (hasta la mitad del pulgar y el comienzo de los otros dedos). Tiene antecedentes en los manguitos renacentistas y paralelismo con el mangot levantino-catalán.[76]
- «Panier», heredero en el siglo XVIII del "verdugado" renacentista y el guardainfante, como ellos servía para ahuecar las faldas; puede considerarse sinónimo de miriñaque, "tontillo" y "chillón".
- Pelliza, desde el siglo XVIII, capa amplia y con capucha, ribete de piel y aberturas para los brazos (herederas de las maneras medievales). Fue adoptada en la vestimenta masculina para uniformes militares.
- Pellizón o piel, túnica más corta que el brial, con mangas estrechas que se abren al llegar a la altura de la muñeca y adornada con cenefas y bandas de influencia bizantina. Recibe tal nombre por estar forado con armiño, conejo o cordero, pieles que quedaban ocultas bajo un forro de tela.
- Pellote, 'traje gótico de encima', de uso mixto y típico de la indumentaria en España a partir desde el siglo XIII al XV; lo caracterizan las dos aberturas a los lados que dejan ver las caderas y parte del tronco. Un modelo ejemplar es el pellote de Leonor de Castilla (hacia 1244), compartiendo decoración con su saya, pero con dos franjas con inscripciones cúficas en la parte inferior.
- Peineta, complemento ornamental para el pelo, originalmente fabricado de carey.
- Refajo, falda de la vestimenta tradicional común en la Meseta Central española, la cornisa Cantábrica, el Levante y Andalucía. Se distinguen algunas variedades típicas como el refajo de listas, el de recortes, el de lentejuelas y el más burdo y popular de lana.[81]
- Verdugado, especie de falda provista de aros -"verdugos"- forrados cosidos por su parte externa creando un cuerpo de campana. Se registra su aparición hacia 1468,[82] y serían el modelo para otros 'inventos', como el guardainfante, el panier, el tontillo, el miriñaque o crinolina y el polisón.